# .mz
.mz là tên miền quốc gia cấp cao nhất (ccTLD) của Mozambique. Việc đăng ký ở cấp 3 dưới một số tên cấp 2 như co.mz, org.mz, gov.mz and edu.mz.